# 尾花岬

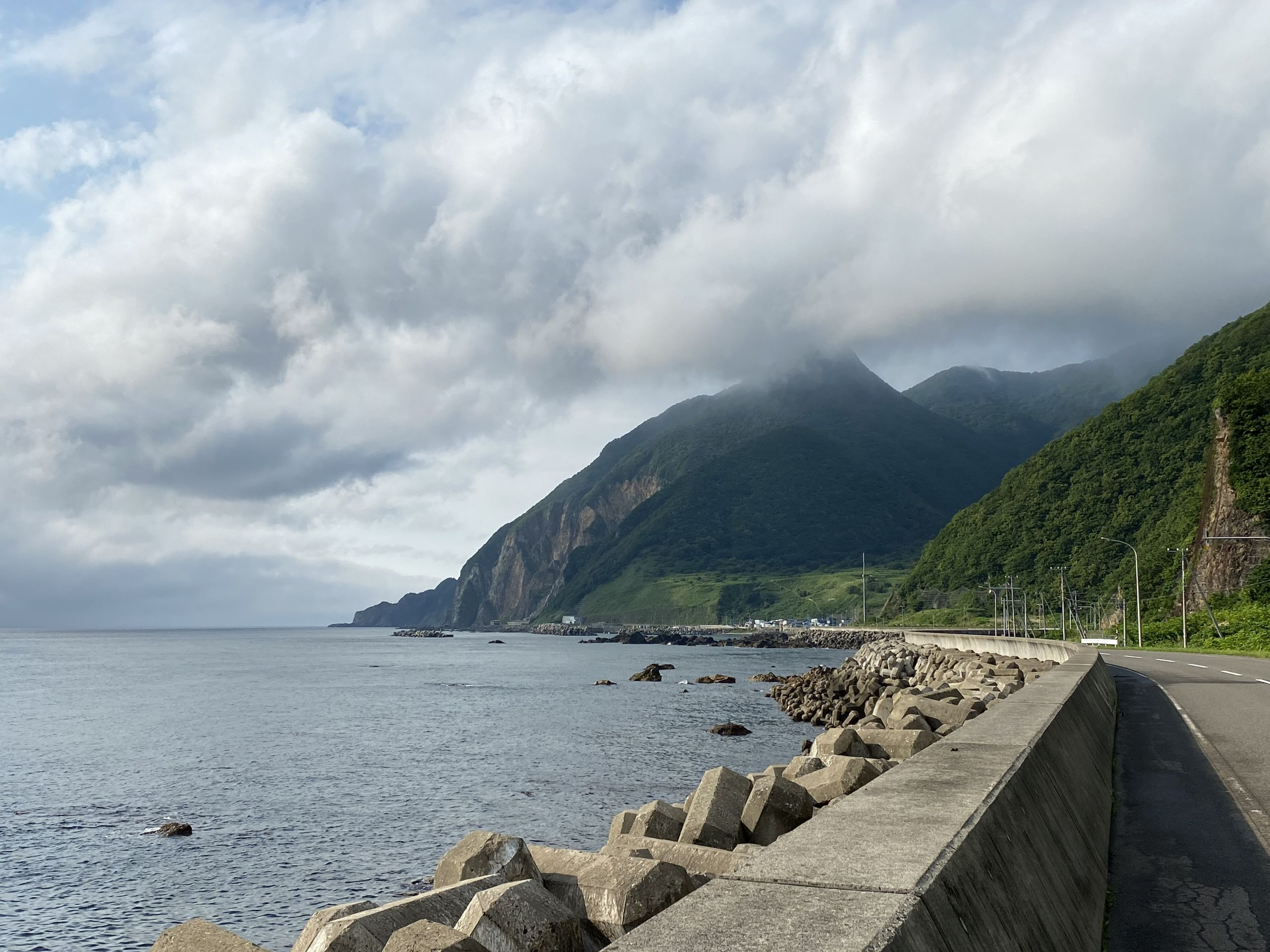
2022年7月

尾花岬（おばなみさき）は、北海道最西端の岬である。北海道久遠郡せたな町に位置し、日本海に面している。

## 概要
岬の周囲には天狗岳と毛無山があり、非常に険しい海岸線となっている。北海道道740号北檜山大成線が付近を通るが、岬付近の約7 kmは2013年4月24日に開通するまでは不通であった。道道740号は全長3,395mの太田トンネルで岬を通過しており、岬まで行くことはできない。南側の太田集落にある太田神社の拝殿もしくは「定燈篭」より岬を遠望することができる。

## 付近の名所
当岬の近くには、道南五大霊場である太田山神社（北海道本土で一番西に位置する神社）がある。